# بيتر مارينيلو
بيتر مارينيلو (بالإنجليزية: Peter Marinello)‏ هو لاعب كرة قدم بريطاني في مركز نصف الجناح، ولد في 20 فبراير 1950 في إدنبرة في المملكة المتحدة. شارك مع منتخب اسكتلندا تحت 21 سنة لكرة القدم. أما مع النوادي، فقد لعب مع نادي أرسنال ونادي بارتيك ثيسل ونادي بورتسموث ونادي فولهام ونادي كانبيرا سيتي ونادي ماذرويل ونادي هيبرنيان وهارت أوف ميدلوثيان.